# Pyrrhogyra susarion
Pyrrhogyra susarion är en fjärilsart som beskrevs av Hans Fruhstorfer 1912. Pyrrhogyra susarion ingår i släktet Pyrrhogyra och familjen praktfjärilar. Inga underarter finns listade.